# 에스트라디올
에스트라디올(영어: estradiol), 정확히 17β-에스트라다이올(영어: 17β-estradiol)은 여성 호르몬인 스테로이드이다. 어원은 라틴어 oestrus이다. 여성의 발정 주기와 월경 주기에서 중요한 역할을 담당하는 호르몬이다. 17α-에스트라다이올이라고 불리는 알파트라디올(alfatradiol)과는 다른 호르몬이다.